# Дж. Ом Пракаш
Дж. Ом Пракаш (англ. J. Om Prakash, хинди जे ओम प्रकाश, 24 января 1927 — 7 августа 2019, Мумбаи) — индийский режиссёр и продюсер, наиболее известный фильмами «Клянусь вами» (1974) и «Певица Ааша» (1980). Последний из упомянутых принес ему его единственную номинацию на Filmfare Award за лучшую режиссуру.

## Биография
Дж. Ом Пракаш начал работу в кино в качестве продюсера. После того как его фильмы «Долгожданная весна» (Aaye Din Bahar Ke, 1966) и «Время муссонов» (Aya Sawan Jhoom Ke, 1969) с Дхармендрой и Ашей Парекх стали хитами, он дебютировал как режиссёр с фильмом «Клянусь вами» с Раджешем Кханна и Мумтаз в главных ролях. Фильм также имел коммерческий успех и запомнился зрителям песнями на музыку Р. Д. Бурмана, которые принесли композитору номинацию на Filmfare Awards.
В 1995—1996 был выбран президентом Film Federation of India (Федерации Кино Индии).
Его единственная дочь Пинки вышла замуж за режиссёра Ракеша Рошана и родила двоих детей, один из которых — популярный индийский актёр Ритик Рошан. Как и его зять, Ом Пракаш имел привычку давать своим фильмам названия начинающиеся на одну и ту же букву.

## Избранная фильмография
- 1964 — Эра любви[англ.] / Ayee Milan Ki Bela (продюсер)
- 1966 — Долгожданная весна / Aaye Din Bahar Ke (продюсер)
- 1969 — Время муссонов / Aya Sawan Jhoom Ke (продюсер)
- 1972 — Сын и пасынок / Aankhon Aankhon Mein (продюсер)
- 1974 — Клянусь вами[англ.] / Aap Ki Kasam (режиссёр и продюсер)
- 1975 — Битва за любовь / Aakraman (режиссёр)
- 1975 — Гроза[англ.] / Aandhi (продюсер)
- 1977 — Возлюбленный весны / Aashiq Hoon Baharon Ka (режиссёр)
- 1977 — Близкий человек[англ.] / Apnapan (режиссёр и продюсер)
- 1980 — Певица Ааша[англ.] / Aasha (режиссёр и продюсер)
- 1981 — Нелегкая судьба / Aas Paas (режиссёр)
- 1983 — Всё ради любви / Arpan (режиссёр и продюсер)
- 1985 — Почему так происходит? / Aakhir Kyon? (режиссёр и продюсер)
- 1986 — Вместе с тобой / Aap Ke Saath (режиссёр и продюсер)
- 1986 — Божественный папа / Bhagwaan Dada (режиссёр)
- 1988 — В пылающем огне / Agnee (режиссёр и продюсер)
- 1993 — Истинная женщина / Aadmi Khilona Hai (режиссёр)